# 阿波罗15号的独立作业
就在大卫·斯科特和詹姆斯·艾尔文探测月表的三天中，"奋进号"指令舱驾驶员(CMP)阿尔弗莱德·沃尔登正忙于各种观察任务。阿波罗15号是首艘携带了科学仪器模块舱（SIM）的飞船，包括全景相机、伽马射线光谱仪、测绘相机、激光高度计和质谱仪。沃尔登必须操作相机上的快门和镜头，打开和关闭各种仪器。在返回到地球前，他将出舱从相机中取回胶卷盒。

## 第一天

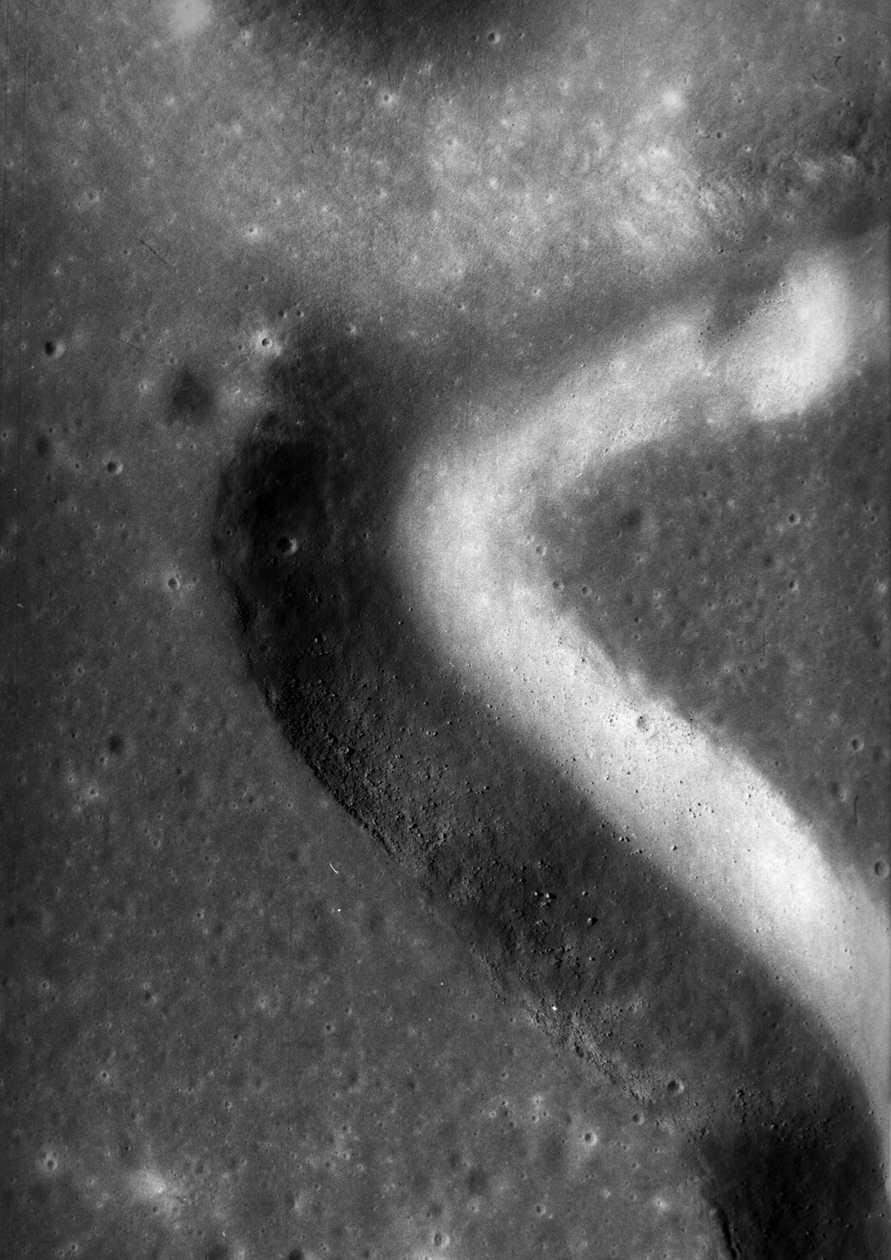
全景照相机照片的一部分，显示了高分辨率的着陆点视图。可很清楚地看到月溪中的巨石和登月舱引擎（左下方显示为一小白斑）扰起的地表，上为南。

他观察了许多从未曾被详细看到过的月背特征， 全景摄像机是美国空军用于"KA-80A"号间谍卫星摄像机的改进型，采用610毫米焦距/ 3.5镜头，这款特殊相机与洛克希德制造的U-2、A-12和SR-71黑鸟式侦察机所用相机类似，可看清月表上小至3英尺（1米）的地貌特征，它可用3.8英尺×4.5英寸（114.8×11.4厘米）胶片拍摄205×13米（330×21公里）的长条形地表。 整个任务过程中，需要拍摄1529帧可用照片，曝光2公里长的胶片，胶卷暗盒重55磅（25千克）。
科学仪器模块舱中的另一台摄像机是测绘相机，它由二架相机组成：测图相机和恒星相机。测图相机拍摄覆盖约27000平方公里月表的方帧照，分辨率约为20米。恒星相机使用网格衬板（增加了阿波罗照片中常见的十字架）和由激光高度计提供的其他数据则，可以识别所拍摄照片中月表的确切位置，总共制作了2240张可用照片。
激光高度计可以测量高出月球表面1米内的地形特征，它使用脉冲红宝石激光，工作频率为694.3纳米，200毫焦耳脉冲，持续时间为10纳秒。激光高度计在月球背面夜间运行时使用了恒星照相机，它将显示激光束的精确位置，用于校准高度计结果。
沃尔登在第一次飞过着陆点时，尝试用28倍放大率的六分仪查找“猎鹰号”登月舱，他成功地看到并精确定位了着陆点的位置，这对任务策划者起到很大的帮助作用，因为这将有助于他们进一步完善斯科特和艾尔文的行程计划，也有助于了解所拍摄到的月表。
在阿波罗15号进行的另一项实验涉及使用"奋进号"无线电信号和称为"下行链路"双基地雷达的实验，以探测月表地层的相对介电常数。 在第17次飞越月球正面时，沃尔登正在吃晚餐，航天器被重定向，使得能反射月球无线电信号并被地球接收。该信号强度随波动角度的变化而变化， 处于布鲁斯特角时信号最弱，为介电常数的一函数。
入睡前，沃尔登为科学仪器模块舱中的各种实验仪器，特别是光谱仪重定向了飞船的最佳角度。
伽马射线光谱仪检测到了能量为1兆至10兆电子伏特的辐射，当伽马射线穿过掺有碘化钠的圆柱体时，它就会发出光亮，并能被光电倍增管检测到，另一支光电倍增管则检测穿过环圆柱体塑料护罩的带电粒子，所有这些仪器都安装在一根25英尺（7.6米）的吊臂末端，在任务期间定期展开和收回，而将它们安装在吊臂末端是为了确保不让它们被航天器污染。
α粒子光谱仪测量月表发出的 α 粒子，特别是气态氡-222和氡-220，它被优化为专门检测4.7-9.1兆电子伏特能量的粒子，它与X射线光谱仪一起被装入同一罩壳中。
X 射线光谱仪用于研究月球表面上层的特性，当太阳X射线轰击月表时，会使元素发出具有明确能量的 X 射线荧光，光谱仪可对它们进行测量，并检测出月球表面的构成。

## 第二天
沃尔登首个全天的独立作业内容大部分与上一日差不多，主要是打开和关闭各种实验开关并拍摄感兴趣的月表目标照片。

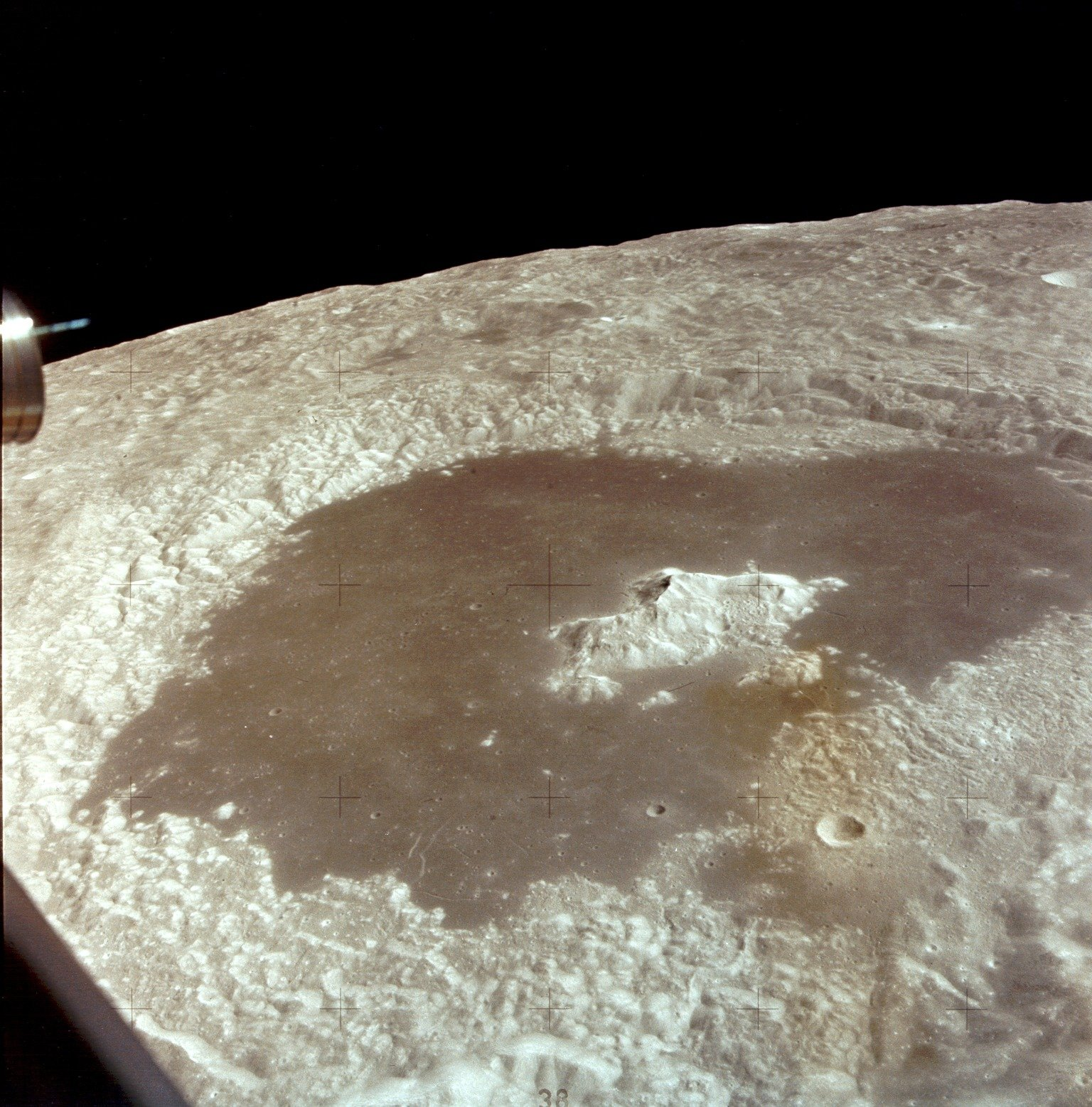
月球背面的齐奥尔科夫斯基环形山，沃尔登在绕月轨道第十三圈结束时拍摄。图片左边的物体是指令舱推进器喷管。

仅仅在轨一天，任务科学家们就对光谱仪返回的数据非常满意。但受轨道力学所限，它们只能获得沿轨道轨迹部分的月表数据。在绕月轨道飞行的六天时间里，月球只旋转了约20%，而航天器轨道只倾斜了26°，所以只覆盖到很少一部分的月表。要达到科学家们理想的结果，需要是绕月球极地轨道运行一个月的任务，在那里可观测到整个月球表面。
月球科学家特别感兴趣的是富含钐、铀、钍、钾和磷的岩石，他们以钾原子符号"K"、稀土元素"REE"和磷"P"给这些岩石起了一个缩写名-"克里普矿物"(KREEP)，伽马射线光谱仪就是用来探测这些岩石的。在阿波罗12号和阿波罗14号着陆点都发现了它们，但在距阿波罗14号东面1000公里处的阿波罗11号着陆点却没找到。阿波罗15号时代，科学家们开始关注克里普矿物岩石是否存在于整个月球，还是仅存于阿波罗12号和阿波罗14号附近。据信，克里普矿物代表了月球地壳形成后“岩浆海洋”的最后化学残留物。由于它们的组成元素“不相容”，也就是说，它们没被结合进致密的晶体结构中，最终克里普矿物上浮到表面。20世纪90年代末，从月球探勘者伽玛射线光谱仪返回的结果表明，含克里普矿物的岩石主要集中在雨海边缘，靠近该月海周边和高地、南极-艾特肯盆地智海以及分布在高地较低的地方。月球探勘者所显示的分布状况支持了这一想法，即形成雨海的大撞击挖掘出了富含克里普矿物的岩石并将它们喷出至月球各处，南极艾特肯盆地的撞击也裸露出了富含克里普矿物的地层。
沃尔登在任务期间所做的更为个性化的事情之一，就是每次飞船从月球背面的轨道出来时，如何向任务控制中心发出问候。 他和埃及地质学家法鲁克·埃尔-巴兹（Farouk El-Baz）商讨后决定使用“你好地球！来自奋进号的问候”，每次使用不同的语言，从阿拉伯语到西班牙语。
使用全景照相机带来了问题，它使用所谓的“V-over-H”传感器来测量下面的表面运动，从中得出如何移动相机来补偿这一运动。一开始，该传感器就发挥作用，但只有大约80%的图像没有模糊，这虽没有对相机造成太大的影响，但却是一种烦恼。

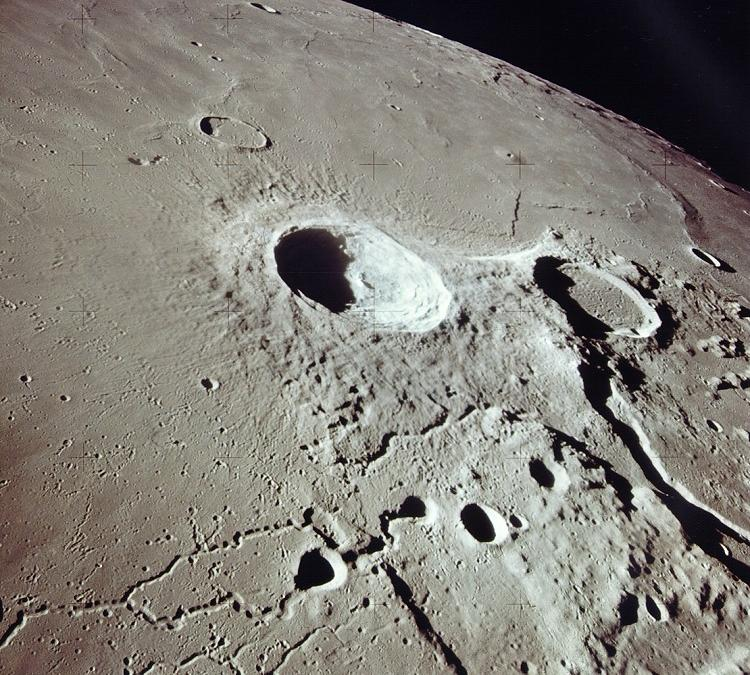
图中是阿里斯塔克斯陨石坑，右边为希罗多德陨石坑，该张照片是在最后一天登月舱点火升空后重拍的。

特别让人感兴趣的目标之一是阿里斯塔克斯陨石坑。1963年，吉姆·格林卡雷（Jim Greenacre）在该地区看到了一道淡红的闪光，这一点得到了包括当时的洛厄尔天文台台长在内其他四位观测人员的证实。阿波罗15号是首艘飞过那儿的载人飞船。当时那里并非处于阳光直射下，而是被地球反射光-地球反照照亮。沃尔登没有看到任何发光，尽管他说它“在地球反照下都如此明亮，当它处在阳光下时，应该是非常、非常明亮的陨石坑。”
宇航员们的日常任务是体能锻炼，即使是短时间的飞行，也发现由于重力不足，宇航员会变得虚弱。起作用的是一条蹦极绳，宇航员们会用它来保持肩膀和手臂肌肉的强壮，沃尔登也会把中央沙发折叠起来进行原地跑步，宇航员发现其他可做的锻炼是把自己固定在舱壁和沙发之间，用膝盖抵住胳膊。在任务结束后的技术汇报中，机组人员说，尽管计划规定所有人都要做同等量的运动，但沃尔登在整个失重状态下的任务期间做了两倍量的训练，而另外两位则在六分之一重力的月球上度过三天。
在飞过利特罗地区时，沃尔登报告说看到了“细小，几乎不规则的锥形体”，他说看上去像煤渣锥。这一观察后来成为阿波罗17号去那里的主要原因之一。当阿波罗17号宇航员尤金·塞尔南和哈里森·施密特到访那儿时，发现这些“煤渣锥”之一只是一座撞击坑。事实上，沃尔登看到的是一些带深色喷射物毯的年轻陨坑，但在矮子月坑中也确实出现了火山活动证据，在那里发现了橘色月壤，这些是由36.4亿年前从火山喷气孔或“熔岩喷涌”中所喷出熔融物构成的橘色玻璃珠粒。

## 第三天

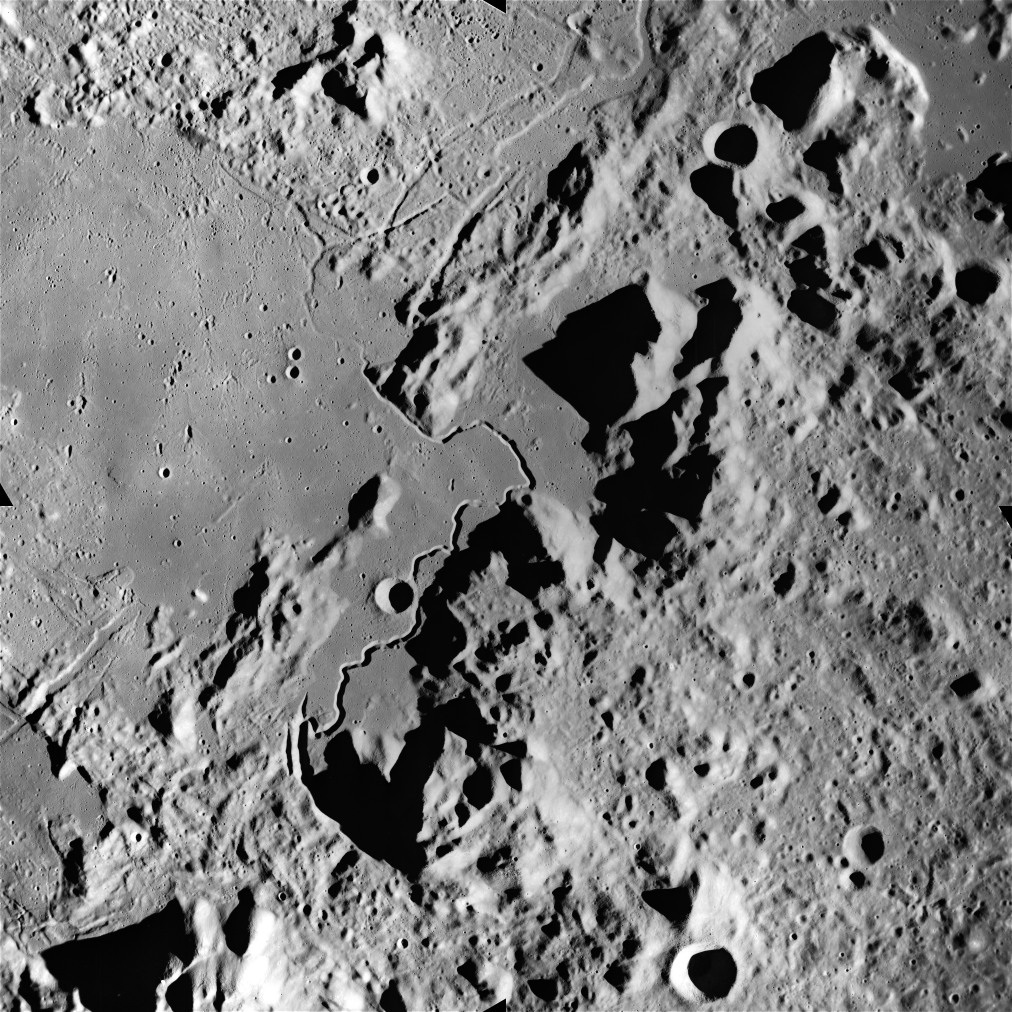
测绘相机拍摄的哈德利-亚平宁区，中间是哈德利·德尔塔山。

在月轨独立作业的第三天，沃尔登发现质谱仪开始出现了一些问题。整个任务期间质谱仪被定期收回和安放在吊臂的末端。指令舱中的仪表却经常显示它没有被收回，为使它能正常地缩回，沃尔登不得不反复数次打开收缩/展开开关。在返回地球前的舱外活动中，他检查了外罩，发现导杆销几乎没有穿过导槽。进一步的发现是，收缩问题总发生在外罩处在航天器阴影中的情况下，一旦朝阳又会完全收回，这一故障是马达失速造成的，这意味着部分吊臂因受热膨胀而变形。为了阻止这种情况继续发生，对阿波罗16号和阿波罗17号所用仪器作了几处改进。
发射146小时后，沃尔登调整飞船方位，以便拍摄“太阳”对面天空中的照片，他希望能看到对日照，这种微弱的辉光被认为是由星际介质中的微小粒子反射出的。但因指向不对，没取到有用的数据，其他非月球目标则是黄道光和太阳日冕。

## 第四天
第四个独立作业日对二处宇航员来说都是极忙碌的一天，斯科特和艾尔文还有五小时的最后一次舱外活动及从月表升空；而沃尔登则必须与登月舱进行一次会合和对接操作。
在此之前，沃尔登必须先进行变轨，在这三天中，奋进号轨道已发生漂移，因此，它不再飞临着陆点上空。没有这次变轨点火，交汇就会变得很麻烦， 这是一次为时18秒的发动机燃烧，就在奋进号从月球背面重新出现后的第45圈轨道上。
然后，沃尔登尝试看到月表上猎鹰号登月舱，这是为了获得精确的指令舱新轨道信息，以便帮助即将到来的交汇。然而，由于太阳业已升高，他很难看清楚月表的地貌。